# Valkó Gyula
Valkó Gyula (1930 – Veszprém, 1991. december 16.) magyar hivatásos katona, ejtőernyős sportoló.

## Életpálya
1960-tól az újjáalakult ejtőernyős kiképzés egyik oktatója. A Magyar Néphadsereg 34. önálló felderítő zászlóalj parancsnoka. Ő a 4. magyar ejtőernyős sportoló, aki az 1000. ejtőernyős ugrást teljesítette.

## Sportegyesületei
Veszprémi Repülőklub

## Sporteredmények
- az 1000. ejtőernyős ugrást igazoló oklevelet Hüse Károly stílszerűen a levegőben adta át.

### Éjszakai rekord
A balatonkiliti repülőtéren 1962 tavaszán egy Li–2-es repülőgépből éjszakai rekord kísérleti ejtőernyős ugrást hajtottak végre a légierő legjobb ejtőernyősei. A hét rekorder, H. Nagy Imre, Valkó Gyula, Magyar Miklós, Tóth Jenő, Juhász József, Gajdán Miklós és Gyürki Imre a hadsereg ejtőernyős csapatának tagjai és a három célugró: Kovács Sándor, Hüse Károly és Molnár Tibor. Az első célugró Molnár Tibor 2000 méteren, a másik kettő 4000 méteren hagyta el a gépet. 5480 méternél a hét rekorder szorosan egymást követve kiugrott a gépből, 80 másodperces zuhanórepülés után nyitották az ernyőket.

## Szakmai sikerek
- a Magyar Népköztársaság Érdemes Sportolója
- Aranykoszorús I. o. ejtőernyős
- a Magyar Ejtőernyősök Bajtársi Szövetségének veszprémi "Valkó Gyula" Tagszervezete viseli a nevét